# Pseudeuophrys nebrodensis
Pseudeuophrys nebrodensis är en spindelart som beskrevs av Alicata, Cantarella 2000. Pseudeuophrys nebrodensis ingår i släktet Pseudeuophrys och familjen hoppspindlar. Inga underarter finns listade i Catalogue of Life.